# Даниел Дакс
Даниел Дакс (на английски: Danielle Dax) (рождено име Даниел Гарднър) е английска певица и художничка и съоснователка на експерименталната група „Лемън Китънс“ (Lemon Kittens).  Жанрът, в който Дакс твори, е експерименталната музика, като от части творчеството ѝ е част от ню уейв сцената на 80-те години на 20 век. 

## Ранни години
Дакс е родена в Саутенд-он-си, Есекс, Англия на 23 Септември, 1958г.

## Творчество
Дакс започва професионалната си кариера като член на експерименталната група Лемън Китънс, основана от Карл Блейк. През 1979г. тя се запознава с Блейк, като рисува обложката на първото EP - „Spoonfed and Writhing“. Не след дълго става член на групата, като свири на саксофон, флейта и клавири и пее. Дакс е и автор на всички обложки на албумите на Лемън Китънс. . 
Първият албум, в който Дакс е официален член на групата, е „We Buy A Hammer For Daddy“, издаден през 1980г. Година по-късно излиза тяхното EP „Cake Beast“, включващо кавър версия на песента Kites, по оригинал на британската психеделична рок група Simon Dupree & The Big Sound, издадена през 1967.  През 1981 също така рисува обложка за проекта на Робърт Фрип от Кинг Кримсън „The League Of Gentlemen“. Нейният вокал може да бъде чут в песента Minor Man от албума „The League Of Gentlemen“. Рисува също така обложка за албума на Фрип „Let The Power Fall“, както и „Dance Music“ на Bombay Ducks и „Slugs and Toads“ на The Reflections. 
Записва първия си студиен албум през 1983 г, озаглавен Pop-Eyes. Дакс записва, продуцира и свири на абсолютно всички музикални инструменти в албума. Обложката на албума е изключително гротеска, като е съставена от изрезки от медицински списания на човешки органи след аутопсия. Някои магазини отказват да продават Pop-Eyes.
На 4-ти ноември 2022 излиза нов сингъл от Даниел Дакс, озаглавен "Invictus Arduis".  Сингълът е издаден на прозрачна грамофонна плоча от Heaven's Lathe. Стоте принтирани копия се разпродават още през първата минута на пускането на сингъла. Проектът е реализиран заедно с дългогодишния ѝ колаборатор Дейвид Найт, като включва експериментална инструментация от Дакс и Найт и смесица между пеене и рецитиране от страна на Дакс. В проекта се използват текстовете на вече издадените песни "Cutting The Last Sheaf", "Born To Be Bad" и "Whistling For His Love". Това е първият новоиздаден материал от 27 години, след издаването на EP-то "Timber Tongue" през 1995. 

### Дискография
- Pop-Eyes (1983)
- Jesus Egg That Wept (1984)
- Inky Bloaters (1987)
- Blast The Human Flower (1990)